# Procambarus reimeri
Procambarus reimeri är en sötvattenlevande kräfta som lever endemiskt i USA.